# Musidora
Jeanne Roques (Paris, 23 de fevereiro de 1889 – Paris, 7 de dezembro de 1957), conhecida artisticamente pelo pseudônimo de Musidora, foi uma atriz, diretora, escritora, produtor e realizadora francesa, que se fez famosa por sua interpretação no filme de Louis Feuillade Les Vampires. Foi o arquétipo de mulher fatal, tendo sido adotada pelos surrealistas como uma de suas musas.

## Biografia
Seu pai Jacques, compositor e teórico do socialismo, e sua mãe Marie Clémence, pintora e líder feminista, transmitiram-lhe seu amor pela literatura. Gostavam também de pintar, escrever e esculpir, mas, sobretudo, do mundo do espetáculo. Lendo Théophile Gautier, a diretora escolheu o nome artístico de Musidora, heroína de Fortunio.
Em 1910, atuou na obra de teatro A loupiotte de Aristide Bruant, e, dois anos mais tarde, no Bataclan, com a revista Ça grise, na que trabalhava Colette.
Iniciou sua carreira cinematográfica em 1913; mas Louis Feuillade a descobriu no espetáculo A Revue Galante no Folies-Bergère, e, em 1915, lhe ofereceu o papel de Irma Vap, a personagem com o que se faria famosa, no filme Les Vampires, uma série de dez episódios.
Irma Vep (anagrama de vampire) é uma cantora de cabaret que faz parte da sociedade secreta «Les Vampires», um grupo de delinquentes. É hipnotizada por Moreno, um rival da banda, que a converte em sua amante e lhe ordena que assassine ao Grande Vampiro. Ao final, ela converterá na chefa do grupo, até que estes são presos. 
Em 1916, voltou a trabalhar com Luis Feuillade, na série Judex.
No início de sua carreira como realizadora, fez adaptações cinematográficas de novelas de Colette.
Apaixonou-se do rejoneador Antonio Cañero e foi viver com ele na Espanha. Ali foi roteirista, diretora, produtora e intérprete de três filmes: A Capitã Alegria, 1920, Sol e Sombra, 1922, e, A Terra dos touros, 1924.
De volta a Paris, em 1926, atuou no filme Le berceau de dieu, com Léon Mathot.
Após casar com o médico Clément Marot, em 1927, abandonou o cinema para se dedicar ao teatro, onde atuou até 1952.
Publicou também duas novelas, Arabella et Arlequin, 1928, e Paroxysmes, 1934, numerosas canções e um livro de poemas, Auréoles (1940). A partir de 1944, trabalhou na Cinémathèque française.
Musidora morreu em Paris, em 7 de dezembro de 1957.

## Musidora e os surrealistas

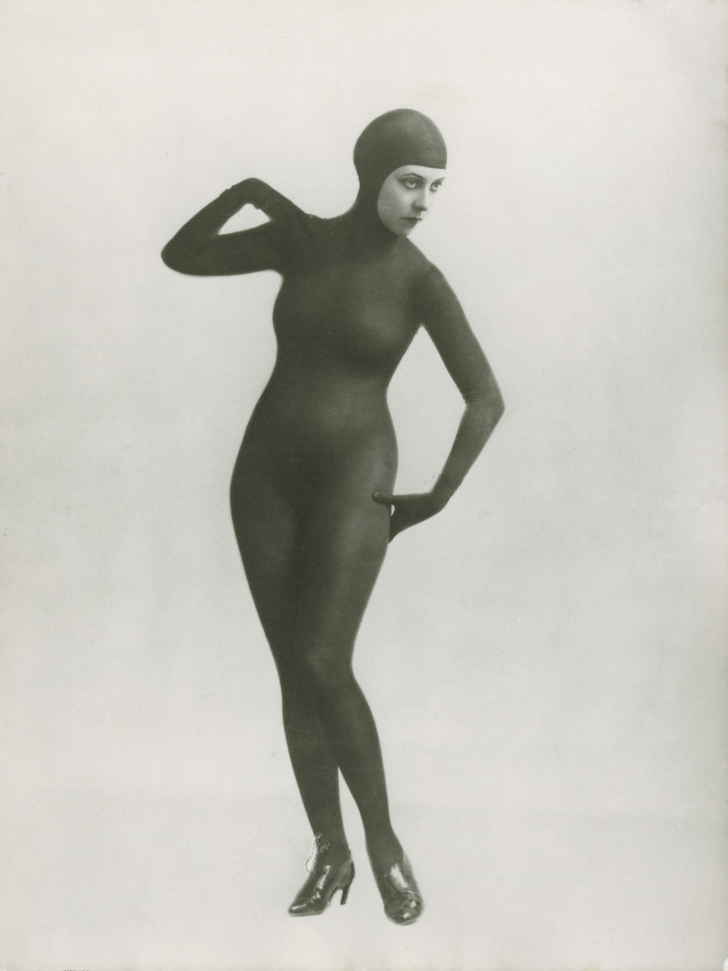
Musidora (Irma Vep) em Les Vampires (1915).

André Breton, Louis Aragon e os demais membros do movimento surrealista eram grandes admiradores das séries de Louis Feuillade e, em particular de Les Vampires, razão pela qual elegeram Musidora como sua musa. Aragon e Breton escreveram, em 1929, uma obra de teatro que era uma homenagem à atriz, Le Trésor dês Jésuites, na qual os nomes de todas as personagens eram anagramas de Musidora (Mad Souri, Doramusi, etc.).

## Filmografia selecionada
- Les Misères de L'aiguille (1914)
- Severo Torelli (1914)
- The Vampires (1915)
- Judex (1916)
- The Jackals (1917)
- The Vagabond (1918)
- Mademoiselle Chiffon (1919)
- Pour don Carlos (1920)
- Vincenta (1920)
- Sol y Sombra (1922)
- Le Berceau de Dieu (1926)